# Falling for You
"Falling for You" är en R&B-låt framförd av den kanadensiska sångerskan Tamia, komponerad av Stevie J och sångerskan själv till hennes debutalbum Tamia. Låten samplar gruppen The Emotions låt "Best of My Love" från 1977.
I "Falling for You" sjunger Tamia om början på en kärleksrelation. Låten gavs ut som endast en promosingel i Japan den 25 april 1998, via WEA Japan. Utan någon medföljande musikvideo eller annan marknadsföring misslyckades singeln att dra till sig någon större uppmärksamhet och tog sig därför aldrig in på några singellistor i landet. Under juni och juli samma år i USA var låten med i en större marknadsföringsturné som en del av Coca-Colas tävling The Soul Bowl.

## Format och innehållsförteckningar
- Japansk CD/Maxi-singel

1. "Falling for You" - 5:11
2. "Imagination" (Album Version) - 3:36
3. "Imagination" (Album Version Without Rap) - 2:55
4. "Imagination" (Instrumental) - 3:36
5. "Imagination" (A Cappella) - 3:36

- Japansk CD-singel

1. "Falling for You" - 5:11
2. "Falling for You" (Instrumental) - 5:11